# دیوید فری
دیوید فری (به انگلیسی: David Fury) تهیه‌کننده و نویسنده اهل آمریکا می‌باشد. نام اصلی وی دیوید الن شاپیرو (به انگلیسی: David Allen Shapiro) می باشد

## فیلمشناسی
- لاست (۰۵-۲۰۰۴)
- ۲۴
- فرشته
- هانیبال
- فرینج (۱۳-۲۰۱۱)